# Eggerberg
Eggerberg je obec v okrese Brig v kantonu Valais ve Švýcarsku. Žije zde 335 obyvatel.

## Geografie
Eggerberg se nachází v německy mluvící oblasti horního Valais na jižní straně Bernských Alp na severní straně údolí Rhôny. Obec se skládá z vesnic Eggerberg a Eggen, osad Finnu (Finnen), Mühlackern, Wirmschland, Weitematte, Schliecht, Nest, Engernhaus, Berg, Lipboden, Halta, Zum Stadel, Rohrli, Hohwang, oblastí Wang a Wyer v podhůří Alp a různých alpských pastvin. Obec je součástí aglomerace Brig-Visp-Naters. Sousedními obcemi Eggerbergu jsou exkláva Baltschiederu na severu, Naters na východě, Lalden na jihu, Baltschieder na jihozápadě a Ausserberg na severozápadě.
V roce 2009 činila rozloha obce 6,0 km², z čehož 15,2 % tvořila zemědělská půda a z 6,0 % zastavěná půda. Z historického hlediska to znamená, že od roku 1985 se plocha osídlení zvětšila o 11 ha. Zalesněná plocha (tj. lesní pozemky, lesy) tvořila 62,1 %, zbývající podíl byl považován za neproduktivní půdu.

## Historie
První zmínka o obci pochází z roku 1307 pod názvem Ecun. O pět let později se o obci poprvé hovoří jako o communitas (latinsky obec), v té době byla obec ještě pod nadvládou Brigu. V pozdním středověku spadala obec pod pravomoc pánů z Raronu. Postupem času se název obce vyvíjel z Eccun na Eccon a nakonec na Egcon. Eggen, dnes vesnice, býval hlavní vsí rozptýleného osídlení. Vesnice pod vodovodem Laldneri byly od roku 1329 přiřazeny k farnosti Visp. Obecní úřad byl postaven v roce 1658 a v roce 1798 k obci patřilo sedm obydlených osad. V roce 1789 farnost vytvořila proboštství, v roce 1863 byl postaven kostel svatého Josefa a v roce 1902 byla zřízena samostatná farnost. V roce 1854 byla připojena osada Finnu. V roce 1957 začala z velké části zemědělská obec scelovat své statky. Dnes se obec Eggerberg skládá z celkem 13 osad a ráz jejího osídlení je značně roztroušený.

## Obyvatelstvo

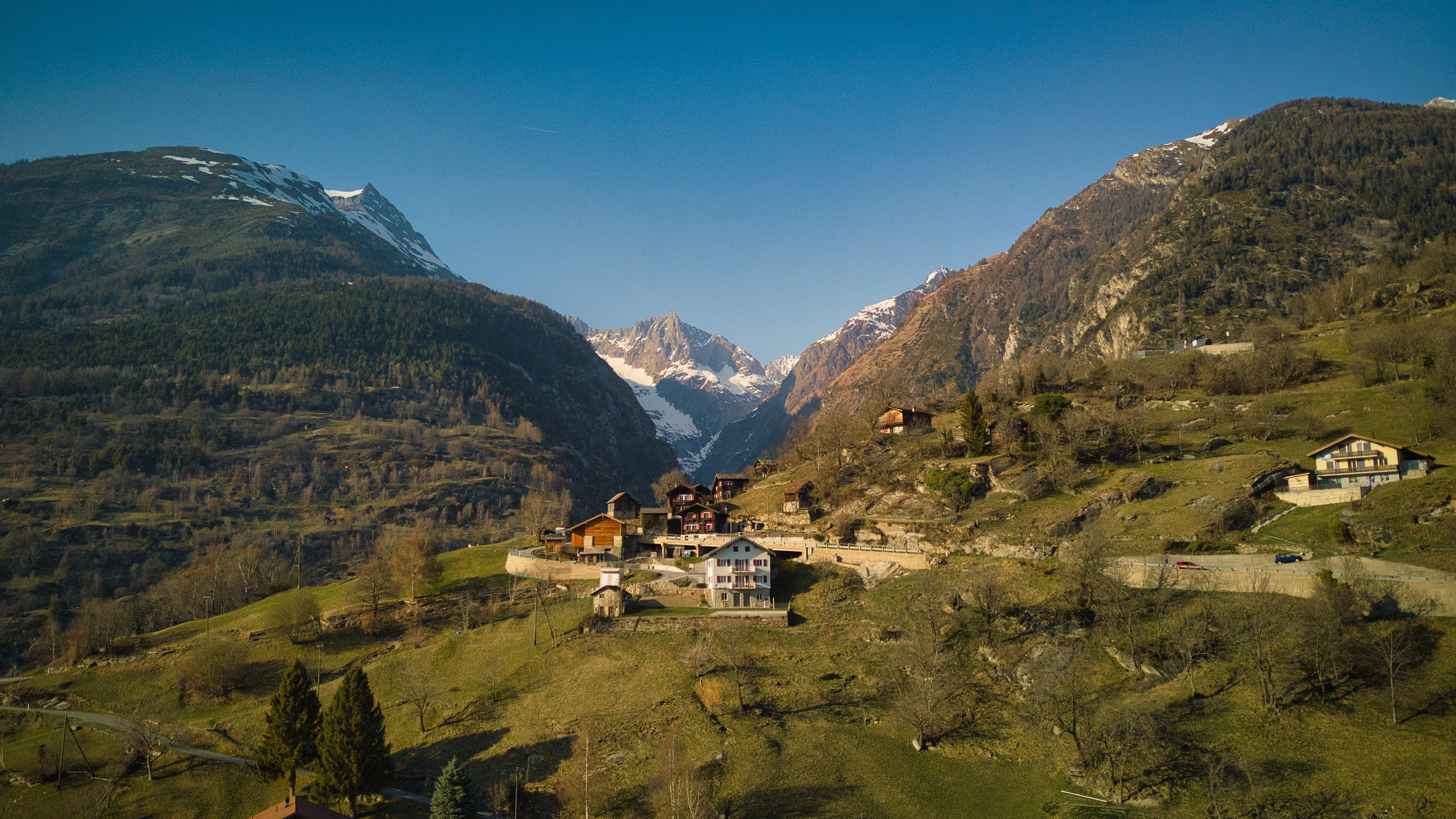
Pohled na horní část obce

| Rok            | 1802 | 1850 | 1860 | 1870 | 1900 | 1910                            | 1920 | 1950 | 2000 | 2010 | 2012 | 2014 | 2016 |
| Počet obyvatel | 153  | 217  | 241  | 197  | 224  | 622 (stavba Lötschberské dráhy) | 262  | 344  | 382  | 341  | 342  | 334  | 341  |

## Hospodářství a doprava
Zatímco v samotném Eggerbergu je jen několik malých podniků, v sousedním Vispu je pracovních míst podstatně více. Roli zde hraje také cestovní ruch: spolu se Steg-Hohtennem, Baltschiederem a Ausserbergem patří obec k oblastnímu turistickému sdružení „Sonnige Halden“ a láká návštěvníky dobře rozvinutou sítí turistických tras, která je dlouhá celkem 40 kilometrů.
Eggerberg je napojen na hlavní silnici č. 9, která vede ze Sionu přes Visp a Brig přes Simplonský průsmyk do Itálie. To znamená, že do obce se dá autem dojet po celý rok. Kromě toho se do obce lze dostat poštovním autobusem z Vispu. V Eggerbergu se nachází také železniční zastávka, kterou obsluhuje společnost BLS.